# 12 nuevas patologías
12 nuevas patologías es el quinto disco de Massacre, lanzado en el 2003, que fue grabado en julio del mismo año en los Estudios Del Abasto por Gonzalo Villagra.
El álbum contiene doce temas agrupados por diferentes patologías individuales y colectivas, como obsesiones, culpas, fobias, miedos y dudas. En tanto a lo musical, el disco juega con sonidos electrónicos creando una atmósfera y clima de psicodelia. El corte de difusión fue "Querida Eugenia", que contó con dos videos (uno de estilo documental, en la inauguración del Skate Park en Parque Sarmiento; el segundo, más artístico).
Está considerado como disco de culto y el último en sacar a la venta antes de su llegada al estrellato con "El Mamut" de 2007

## Lista de canciones
1. Adiós Caballo Español
2. Querida Eugenia
3. La Nueva Amenaza
4. Heredarán la Tierra
5. Seguro Es Por Mi Culpa
6. Bienvenido al Mundo de los Conflictuaditos
7. Ideal Para El Invierno
8. Sofía, la Súper Vedette
9. Rio Siempre
10. Invasión de Aguavivas en Santa Mónica
11. Ambas Estatuas
12. Gilda Manson

## Créditos
- Guillermo "Walas" Cidade - voz
- Pablo M. - guitarra
- Bochi - bajo
- Federico - guitarras, teclados
- Charly - batería

- Datos: Q5650218